# Espalais
Espalais é uma comuna francesa na região administrativa de Occitânia, no departamento de Tarn-et-Garonne. Estende-se por uma área de 7,87 km². Em 2010 a comuna tinha 389 habitantes (densidade: 49,4 hab./km²).